# Mezzo anello sinistro
Il mezzo anello sinistro (ʿ) è un segno diacritico utilizzato per traslitterare la lettera ʿayn dell'alfabeto arabo.
Il segno è presente tra i caratteri di Unicode nel settore Spacing Modifier Letters, rappresentato dal suono ʕ e denominato come "Modifier Letter Left Half Ring" (02BF). In HTML è scritto con l'entità &#703.
Il segno diacritico inverso è il mezzo anello destro.